# Jeřáb Hardeggský
Jeřáb Hardeggský (Sorbus hardeggensis), jinak také jeřáb hardecký, je velmi vzácný, endemický, opadavý strom či větší keř náležící do čeledi růžovité (Rosaceae). Jedná se o klepton vzniklý křížením jeřábu muku (Sorbus aria) a jeřábu břeku (Sorbus torminalis). Červený seznam cévnatých rostlin České republiky eviduje tento druh jako kriticky ohrožený.

## Popis
Rostlina dorůstá do výšky až 18 m. 
Listy jsou 8–10 cm dlouhé, mají vejčitý tvar, lícová strana je tmavězelená a lesklá, rubová strana je šedozelená a plstnatá. Tvar je peřenolaločný, přičemž laloky mají pilovité okraje. Listové řapíky mohou být 1,9–3,2 cm dlouhé.
Pětičetné květy mají bílou barvu, rostlina kvete od května do června.
Plodem je malá, žlutě tečkovaná, okrově až bronzově zbarvená malvice.

## Ekologie a rozšíření
Tento jeřáb upřednostňuje kamenité podloží, můžeme jej tedy najít např. na skalách či v kamenitých lesích.
Druh je endemitem oblasti NP Podyjí, kde je zastoupen pouze 30 rostlinami.

## Parazité
Parazitem tohoto jeřábu může být krasec lesknavý (Anthaxia nitidula), jenž klade do dřevnaté tkáně své larvy, které si v ní následně tvoří chodbičky. Není však známo, že by jeho parazitizmus rostlinu příliš oslaboval.